# Luci Api Màxim
Luci Api Màxim (llatí: Lucius Appius Maximus) va ser un destacat general romà del temps dels emperadors Domicià i Trajà. Aureli Víctor l'anomena Api Norbà, i es pot suposar que el seu nom complet era Luci Api Màxim Norbà.
L'any 91 va sufocar la revolta de Luci Antoni Saturní, un general d'origen senatorial, a la Germània Superior i va cremar totes les cartes que li va trobar per no comprometre a altres i evitar la venjança de Domicià. El 101 va lluitar amb Trajà contra Decèbal a les Guerres dàcies. L'any 103 va ser cònsol segons apareix als Fasti. El 115 era un dels generals de Trajà a la guerra amb els parts, però en aquest any va patir una derrota i va morir a la lluita.